# Margaretha Jacoba de Neufville

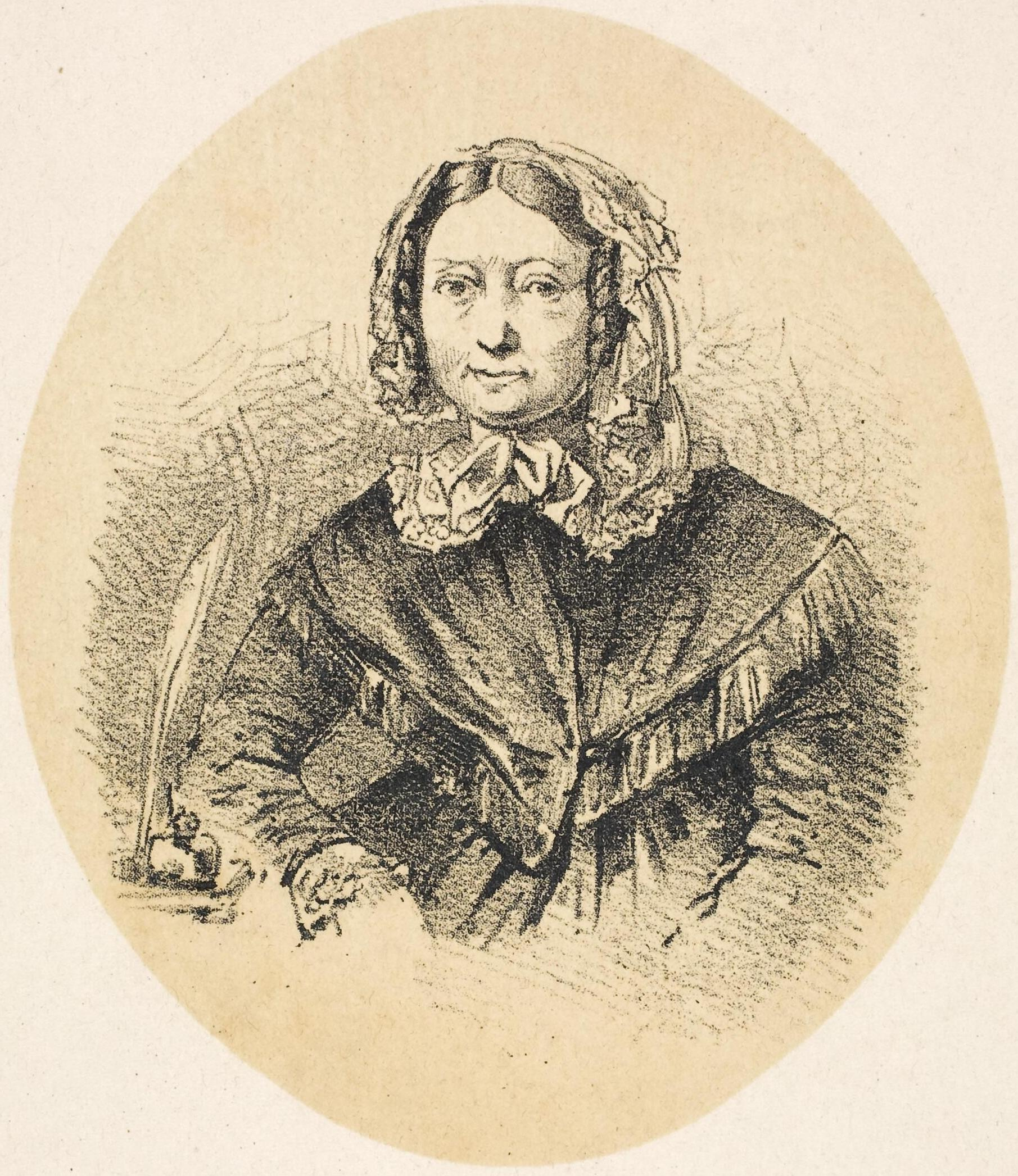
Margaretha de Neufville

Margaretha Jacoba de Neufville, född 1775, död 1856, var en nederländsk författare och översättare. Hon skrev romaner och barnböcker och publicerade sina verk anonymt.

## Biografi
Margaretha Jacoba de Neufville växte upp i en välbärgad familj som äldst av fyra barn. Fadern hette David Mattheus van Gelder de Neufville (1751-1814) och modern hette Elisabeth Barnaart (1747-1794). Margaretha var handikappad efter att som liten blivit tappad i golvet. Hon var road av trädgårdsarbete och hjälpte gärna trädgårdsmästaren som kallade henne ett pojknamn. Hon lekte mest pojklekar och som äldre beskrev hon sig som en kvinna med manlig själ. Eftersom hon inte ansågs vacker tyckte fadern att det var viktigt att kultivera hennes inre kvalitéer. Han gav henne lektioner i naturkunskap, kristendom, historia, geografi och franska. Hennes mor försökte lära henne kvinnliga sysslor men hon tyckte bättre om att läsa. Hon blev kär i en löjtnant i marinen, Henri Smisaert, som erbjöd henne sin hand men fadern motsatte sig äktenskapet. Hon förblev ogift.

## Romaner
Första boken som blev känd hette De kleine pligten ('de små plikterna'). Det var en roman i brevform. Första två delarna gavs ut 1824; 1827 utkom ytterligare två delar. Huvudtemat är de små plikterna som kvinnor uppfyller inomhus som inte bör betraktas som oviktiga.
1829 såg den historiska romanen De schildknaap (väpnaren) dagens ljus. Den betraktas som den första nederländska historiska romanen. Kvinnorna i romanen spelar en påfallande positiv roll i händelseförloppet.
För barn skrev hon under halvpseudonym som "Författaren till de kleine pligten". Första boken hette Sex ursprungliga nederländska berättelser (1834) och andra barnboken hette Åtta ursprungliga nederländska berättelser (1840).